# Franz Steinegger
Franz Steinegger est un juriste et homme politique suisse né le 8 mars 1943 à Flüelen, canton d'Uri. Il a été président du parti radical-démocratique de 1989 à 2001 et d'Expo02.

## Biographie
Franz Steinegger a commencé sa carrière politique en 1973 au Conseil municipal de Flüelen, dont il a été maire de 1983 à 1986. Il a fait son entrée au Conseil national en 1980. Il y siège jusqu’en 2003. 
En 1989, Franz Steinegger a été candidat malheureux au Conseil fédéral face à Kaspar Villiger.
Il est surnommé "Katastrophen-Franz" en raison de son engagement comme chef de l'état-major de crise du canton d'Uri lors des intempéries de 1977 et 1987.
Il préside le conseil d'administration de la Suva et a présidé la Fédération suisse de tourisme.